# Чограйский сельсовет
Чогра́йский сельсове́т — упразднённое сельское поселение в Арзгирском районе Ставропольского края России.
Административный центр — посёлок Чограйский.

## География
Находится в восточной части Арзгирского района. Площадь сельсовета — 294,0 км².

## История
Образован 30 октября 1981 года.
Статус и границы сельского поселения установлены Законом Ставропольского края от 4 октября 2004 год № 88-КЗ «О наделении муниципальных образований Ставропольского края статусом городского, сельского поселения, городского округа, муниципального района».
С 16 марта 2020 года, в соответствии с Законом Ставропольского края от 31 января 2020 г. № 5-кз, все муниципальные образования Арзгирского муниципального района были преобразованы путём их объединения в единое муниципальное образование Арзгирский муниципальный округ.

## Население
| 1989  | 2002  | 2010  | 2011  | 2012  | 2013  | 2014  |
| ----- | ----- | ----- | ----- | ----- | ----- | ----- |
| 1829  | ↗1910 | ↘1517 | ↘1515 | ↘1509 | ↘1499 | ↗1550 |
| 2015  | 2016  | 2017  | 2018  | 2019  | 2020  |       |
| ↗1566 | ↘1565 | ↗1582 | ↘1579 | ↘1564 | ↘1550 |       |

### Национальный состав
По итогам переписи населения 2010 года проживали следующие национальности (национальности менее 1 %, см. в сноске к строке «Другие»):
| Национальность | Численность | Процент |
| -------------- | ----------- | ------- |
| Русские        | 758         | 49,97   |
| Даргинцы       | 312         | 20,57   |
| Кумыки         | 170         | 11,21   |
| Чеченцы        | 117         | 7,71    |
| Аварцы         | 51          | 3,36    |
| Корейцы        | 25          | 1,65    |
| Узбеки         | 19          | 1,25    |
| Другие         | 65          | 4,28    |
| Итого          | 1517        | 100,00  |

## Состав сельского поселения
| № | Населённый пункт | Тип населённого пункта          | Население |
| - | ---------------- | ------------------------------- | --------- |
| 1 | Довсун           | посёлок                         | ↗75       |
| 2 | Чограйский       | посёлок, административный центр | ↘1075     |

## Органы власти
Совет депутатов муниципального образования
- Состоит из 10 депутатов, избираемых на муниципальных выборах по одномандатным избирательным округам.

Администрация муниципального образования
Глава администрации — Анатолий Федорович Мармура

## Инфраструктура
Центр культуры и досуга

## Образование
- Детский сад № 2
- Средняя школа № 7
- Начальная школа № 13

## Предприятия
- Общество с ограниченной ответственностью «ЮгИнвест» (35 работников, сельскохозяйственное производство)

## Памятники
- Обелиск воинам-землякам, погибшим в годы Великой Отечественной войны 1941—1945 гг. 1966 год[20]